# Мухаммед аль-Мувайлихи
Мухаммед аль-Мувайлихи (1858—1930) — египетский писатель, журналист и политический деятель.

## Биография и творчество
Мухаммед аль-Мувайлихи родился 30 марта 1858
 года в Каире, в семье Ибрагима ал-Мувайлихи (1844—1906), успешного коммерсанта, владельца компании по торговле шелком. В 1872 году отец писателя обанкротился, но благодаря связям в высшем руководстве страны, он не разорился. Мухаммед же посещал мусульманский университет аль-Азхар в Каире. После отстранения от власти в 1879 году хедива Исмаила, отправился вместе с ним в изгнание в Италию. Семья также гордилась своим родством с дочерью пророка Мухаммеда, Фатимой. Члены семьи писателя были образованными людьми и занимали высокие должности в стране.
С десяти лет Мувайлихи посещает иезуитскую школу в Каире, которая в то время считалась престижной. Но писатель учился в этой школе неохотно, и больше любил читать книги дома. Еще одной причиной предпочтения домашнего обучения были дефекты речи (писатель страдал заиканием), что усложняло его способность сходиться со сверстниками. Таким образом, школьное обучение полностью заменили домашним, где ему преподавали арабский и французский языки.

В доме писателя стали часто бывать многие египетские активисты и литераторы, среди которых Ибрагим ал-Лаккани и Джамалуддин аль-Афгани. Таким образом, когда начались выступления за национальные права египтян, писать оказался в центре событий и описывал происходящее своему отцу, который находился в Италии. За распространение патриотической брошюры, писатель был арестован и приговорен к смертной казни, но благодаря влиятельным друзьям отца был освобожден и выслан в Италию

В Италии Мувайлихи занимается издательской деятельность, а также изучением итальянского языка и латыни. После 1884 был вынужден вместе с отцом покинуть Италию и поселиться в Париже из-за жалобы на газету, которую они выпускали. Но в Париже они опять наладили выпуск другой газеты под названием «Ал-Урва ал-вуска» («Крепчайшая связь»), которая боролась за объединение исламских народов против колониалистов. Через некоторое время они были высланы и с Парижа, но снова наладили выпуск газеты уже в Лондоне. Но отец писателя изменил направление своей критики, за что был приглашен в Стамбул и получил благосклонность султана в виде назначения на должность члена Совета по образованию, а также доступ для себя и для сына в библиотеку «Ал-Фатих». Это позволило Мухаммеду изучить многие ценные арабские рукописи.

В 1887 Мухаммед аль-Мувайлихи возвращается в Каир, а через два года пишет статьи в газете «Ал-Муккатам», описывая проблемы современного египетского общества. Он также вливается в общество каирской интеллигенции и посещает салон принцессы Назли Фадил, племянницы бывшего хедива Исмаила и жены муфтия Туниса Салима Абу Хаджиба, завоевывает себе позицию в обществе и делает себе карьеру. Так в 1892 году он получил титул бея второго класса и был при дворе султана.

Хотя писатель и пользовался благосклонностью султана, но это не помешало ему критиковать интриги при его дворе и, даже, самого султана. Таким образом, устав от придворных интриг, он снова вернулся в Египет. Свои впечатления от пребывания при дворе он высветил в книге «Жизнь там». Но это очень не понравилось султану и он приказал собрать весь тираж.

С 1895 по 1898 был назначен губернатором провинции Кальюбия (ал-Калйубиййа), но сам оставил эту должность и начал заниматься с отцом изданием газеты «Мисбах аш-Шарк», в которой публиковались, как статьи на политические темы, так и литературные произведения.

В 1900 году Мувайлихи уехал в Англию, затем осуществил путешествие в Париж.

В 1907 опубликовал свою наиболее известную книгу «Рассказ Исы ибн Хишама», которую посвятил дорогим ему людям, прежде всего Джамалуддину аль-Афгани. «Рассказ Исы ибн Хишама» это произведение, которое соединяет черты плутовского средневекового произведения, макамы и европейского романа. Это своего рода описание жизни современного автору египетского общества, вместе с его критикой и сатирическими замечаниями. Министерство образования Египта включило эту книгу в школьную программу.

После смерти своего отца в 1906 году писатель отошел от политической и издательской деятельности и проводил своё время в кругу друзей.